# عملية المصدر
كانت عملية المصدر عبارة عن سلسلة من الهجمات لتحييد السفن الحربية الألمانية الثقيلة - تيربيتز (Tirpitz) وشارنهورست (Scharnhorst) ولوتزوف (Lützow) - المتمركزة في شمال النرويج، باستخدام غواصات قزمة من الفئة X.
وقعت الهجمات في أيلول 1943 في كافيورد ونجحت في إبقاء سفينة تيربيتز الخدمة العسكرية لمدة ستة أشهر على الأقل. تم تطوير مفهوم هذا الهجوم من قبل القائد كرومويل فارلي، وبدعم من ضابط الغواصات ماكس هورتون، ورئيس الوزراء وينستون تشرشل.
تم توجيه وإدارة العملية من مركز العمليات المؤقت إتش إم إس فاربل، على جزيرة بوتي Bute في اسكتلندا. وكان Varbel (الذي سمي على اسم Commanders Varley and Bell ، مصممي النموذج الأولي لـغواصات X-Craft) المقر الرئيسي على الشاطئ لأسطول الغواصات الثاني عشر (الغواصات القزمة).
تم جمع المعلومات الاستخباراتية المساهمة في الهجوم على تيربيتز وإرسالها إلى البحرية الملكية من قبل المقاومة النرويجية، وخاصة الأخوين توربيورن يوهانسن وإينار جوهانسن.

## أحداث الهجوم
تم استخدام ستة غواصات الفئة X وتم تخصيص الغواصات X5 و X6 و X7 للبارجة تيربيتز، في كافيورد. كان على الغوصات X9 و X10 مهاجمة البارجة شارنهورست في كافيورد أيضا. بينما كانت الغواصة X8 تهاجم الطراد الثقيل لوتزوف Lützow في بلدة لانجفيوردن.
قبل بداية العملية تم فقدان الغواصة X9 التي كانت تحت إمرة القبطان إي كييرون، وذلك بسبب حصول تسريبات خطيرة في التقويس السفلي للغواصة ما أدى لخسارة الغواصة وجميع العاملين عليها. إضافة إلى ذلك عانت الغواصة X8 (بقيادة الملازم جاك سمارت) من تسريبات تطورت وزادت حتى تدفق الماء بغزارة ما جعلها متضررة بشدة، وتم إغراق الغواصة بشكل متعمد لكي لا تقع بأيدي العدو. بدأت باقي الغواصات المتبقية رحلتها في 20 أيلول، ووقعت الهجمات في 22 أيلول 1943 بدءًا من الساعة 7:00 مساءً.
كانت السفينة الحربية الألمانية المستهدفة شارنهورست تشارك في التدريبات في ذلك اليوم، وبالتالي لم تكن في مرساها المعتاد الذي اعتمد عليه مخطط الهجوم، ونتيجة لذلك تم التخلي عن هجوم الغواصة X10 على السفينة الألمانية، ليس بسبب ذلك فقط بل واجهت الغواصة مشاكل ميكانيكية عديدة، ما سرَّع بقرار التخلي عن الهجوم وتم إعادتها إلى المقر الرئيسي في اسكتلندا.

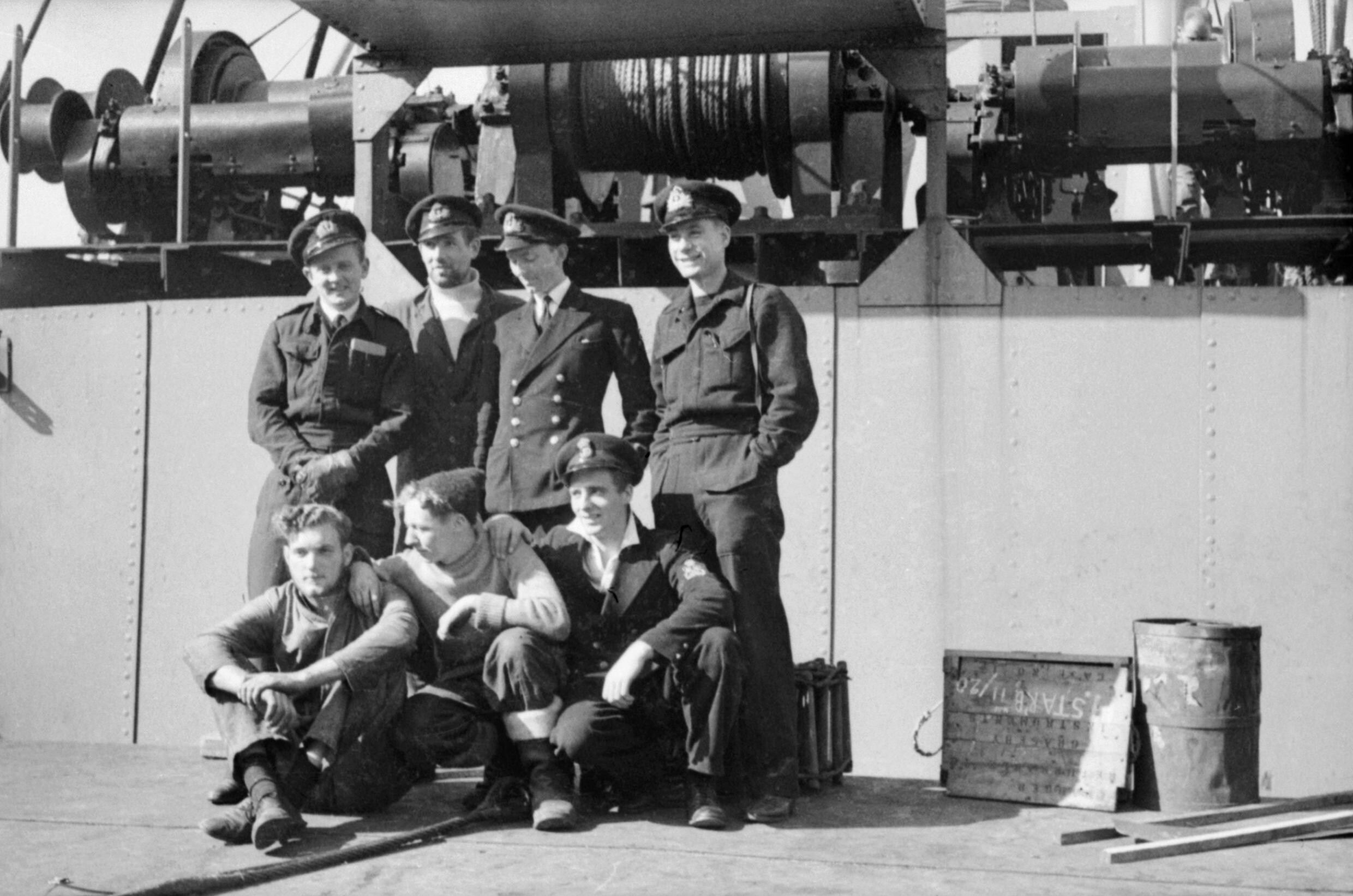
الملازم هينت كرير وطاقم X5

أما غواصة X5، التي كانت بقيادة الملازم هنتي كرير، فقد اختفت مع طاقمها أثناء العملية. يُعتقد أنها غرقت بعد أن تم إكتشافها واصابتها بشكل مباشر من إحدى قذائف تيربيتز 105 مليمتر (4.1 بوصة). كان هناك احتمال أن تكون الغواصة X5 قد نجحت أيضًا في زرع شحنات متفجرة جانبية على السفينة قبل أن يتم اكتشافها، ولكن لم يتم إثبات ذلك بشكل قاطع. 

## نتائج عملية المصدر
تمكنت الغواصات X6 وX7 من القاء شحناتها المتفجرة تحت سفينة تيربيتز، لكنهما لم تتمكنا من الفرار حيث تمت ملاحظتهم ومهاجمتهم بشكل مباشر. تم التخلي عن الغواصتين وأُسر ستة من أفراد الطاقم. عند إلقاء القبض عليهم، اعترف أفراد الغواصات للقبطان الألماني هانز ماير أنه ستكون هناك انفجارات تحت سفينة تيربيتز في غضون ساعة. حاول ماير بسرعة نقل السفينة بعيدًا عن الشحنات، لكنه لم يتمكن من القيام بذلك قبل حصول الإنفجار.

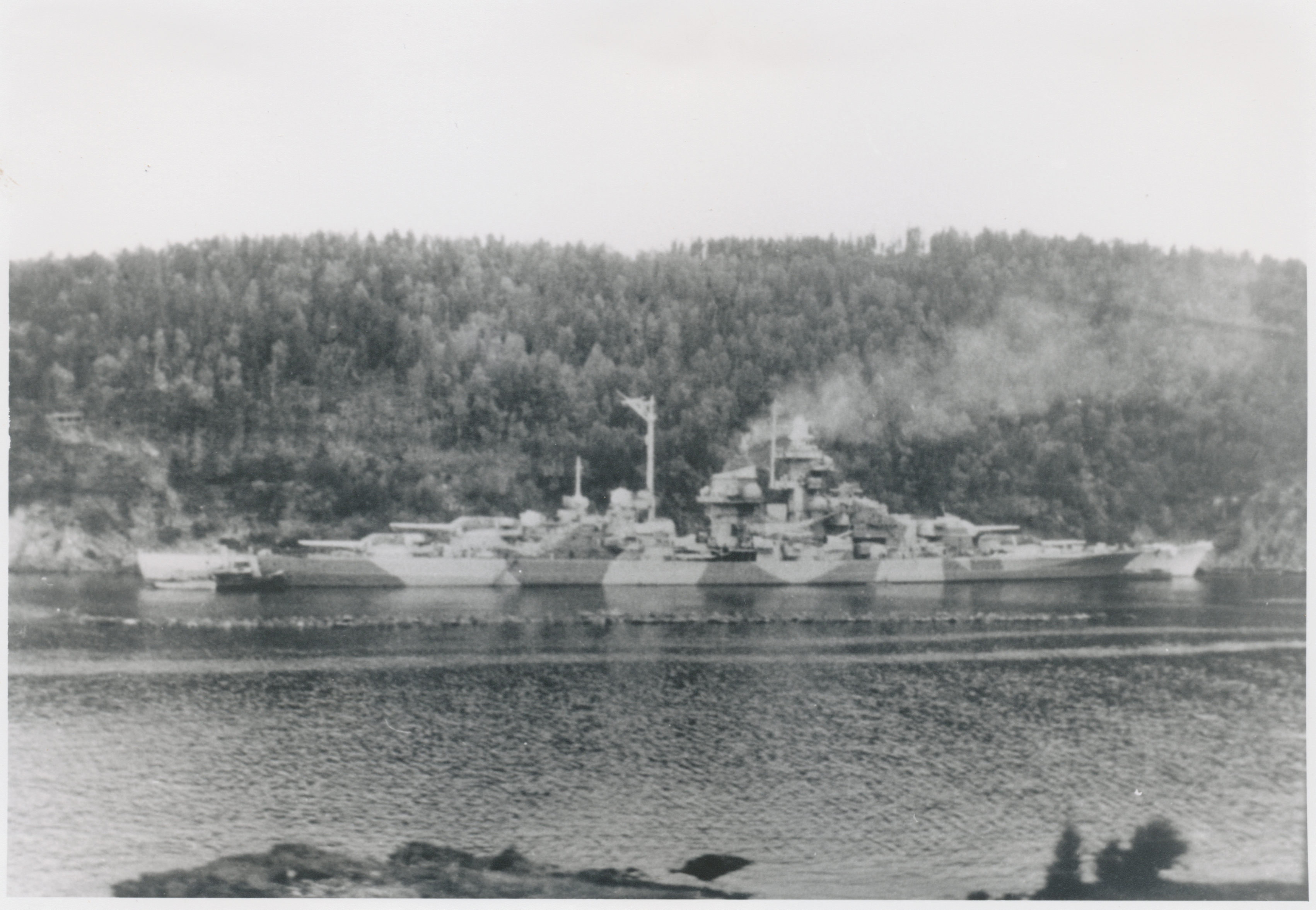
سفينة تيربيتز الحربية

تضررت تيربيتز بشدة بعد الإنفجار لكنها لم تصل لمرحلة خطر الغرق، حيث ابتلعت السفينة أكثر من 1400 طن من الماء وتعرضت لأضرار ميكانيكية وهيكلية كبيرة. انفجر اللغم الأول بالقرب من برج المدفع المسمى قيصر، وانفجر اللغم الثاني من 45 إلى 55 متر (148 إلى 180 قدم) أمام قوسى المرسى الخاص بالسفينة، وتدمر خزان الوقود، والتصفيح المضاد للقذائف، وتم إحداث فجوة كبيرة في قاع السفينة. إضافة لذلك كان من أثر الإنفجارات أن تدمرت المدافع العلوية للسفينة وارتطمت الطائرتان العائمتان الملحقتان بالسفينة من طراز Arado Ar 196 بسبب الارتجاج المتفجر ودُمرتا بالكامل. تم إجراء الإصلاحات بواسطة سفينة الإصلاح Neumark ؛ لاحظ المؤرخان ويليام جارزكي وروبرت دولين أن جهود الإصلاح الناجحة كانت «واحدة من أبرز مآثر الهندسة البحرية خلال الحرب العالمية الثانية». استمرت الإصلاحات بأقصى سرعة وأعيدت السفينة إلى العمليات في 2 نيسان 1944، لم يمر وقت طويل على إصلاح تيربيتز حتى تم استهدافها جواً من قبل القاذفة البريطانية أفرو لانكستر في 12 تشرين الثاني من العام 1944. 
وتقديراً لهذه النتائج، مُنح قادة الغواصات، الملازمان دونالد كاميرون (X6) وباسيل بليس (X7)، وسام فيكتوريا كروس، في حين حصل روبرت آيتكين وريتشارد هادون كيندال وجون ثورنتون لوريمر على وسام الخدمة المتميز وإدموند جودارد وسام البسالة اللافت للنظر. تم تعيين قائد الغواصة X8، جون إليوت سمارت، عضوًا في وسام الإمبراطورية البريطانية للتشريف (MBE).

## في الثقافة الشعبية
- تم تصوير العملية في وقت لاحق في عام 1955 من خلال فيلم الحرب فوقنا الأمواج، والذي ظهر فيه الممثل المعروف حينها جون ميلز، والذي استند إلى كل من عملية «المصدر» وهجمات الطوربيد البشرية السابقة على تيربيتز.
- الفيلم الحربي لعام 1969 Submarine X-1 يعتمد بشكل فضفاض على عملية «المصدر».
- ظهرت العملية في لعبة الفيديو Hidden &amp; Dangerous 2 لعام 2003 كمهمة من ضمن مهمات اللعبة.